# Мар'янівка (футбольний клуб)

шарф ФК «Мар'янівка»

ФК «Мар'янівка» — аматорський футбольний клуб із містечка Мар'янівка Горохівського району Волинської області. Утворений у 1993 році. Виступає у чемпіонаті Волині і чемпіонаті Горохівського району з футболу і футзалу. Виступала у кубку ААФУ 2008 року.

## Історія
Клуб заснований 1993 року. У 2008 році команда грала в кубку України серед аматорів. «Мар'янівка» вибула зі змагань уже в попередньому раунді, поступившись за сумою двох матчів збаразькому «Галичу» 2:14 (0:8 на виїзді і 2:6 удома).

## Адреса клубу
- 45744, Горохівський р-н, смт Мар'янівка, вул. Шкільна, 1.

## Галерея

В'їзд до стадіону «Мар'янівка»
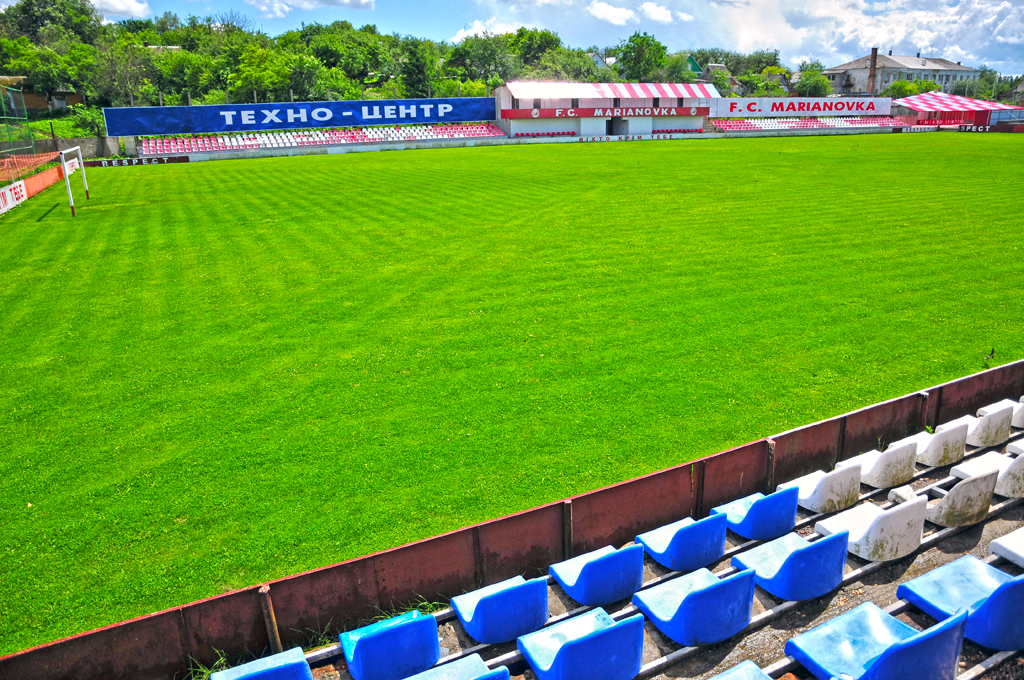
стадіон ФК «Мар'янівка»
Приміщення ФК «Мар'янівка» Колишній Масло завод
Гравець ФК «Мар'янівка» №21 Фібіч Юрій у новому виді форми 2010-
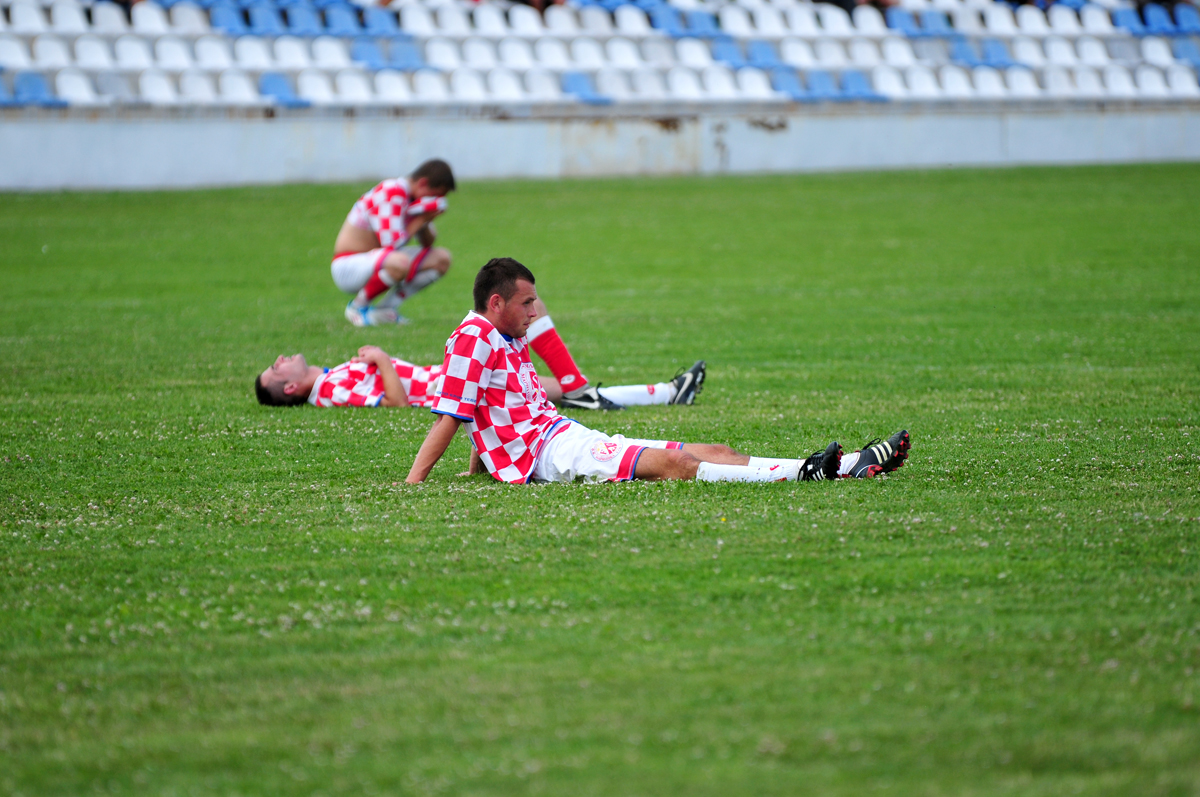
Футболісти відпочивають після тренувань